# Atlético Clube de Portugal
O Atlético Clube de Portugal é um clube português, localizado na cidade de Lisboa, mais exatamente na freguesia de Alcântara. Foi fundado em 18 de Setembro de 1942 fruto da fusão de 2 clubes de Alcântara (Carcavelinhos Football Clube) e Santo Amaro (União Foot-Ball Lisboa). Além do Futebol, o clube possui ainda secções de Futsal e Basquetebol. No passado o clube teve secções de Hóquei em Campo, Natação, Pesca Desportiva, Ciclo-Turismo, Ténis de Mesa, Rugby, Voleibol, Ginástica, Triatlo e Andebol.

## História
O Atlético Clube de Portugal nasce na década de 1940, após dois clubes da zona ocidental de Lisboa, o Carcavelinhos e o União, decidirem-se juntar, para criar um clube maior e mais forte. Para tornar oficial o ato da fusão, os sócios do Carcavelinhos e do União de Lisboa, reuniram-se em sessão magna, no salão cinematográfico da Sociedade Promotora de Educação Popular, em Alcântara, na noite de 18 de Setembro de 1942.

### Uma década de grande fulgor
Os primeiros anos da nova coletividade mostraram ser, também, os anos de maior fulgor do clube. Com as suas equipas a serem constituídas de atletas provenientes dos clubes fundadores, o Atlético teve nos seus primeiros anos os resultados de maior destaque no futebol, obtendo êxitos, também, noutras modalidades, como o basquetebol e o hóquei em campo.
O primeiro título oficial do Atlético acaba por ser o Campeonato Regional de Lisboa de basquetebol, conquistado logo na sua época de estreia, em 1942/43, e repetido na temporada seguinte. Seriam, aliás, cinco os Campeonatos de Lisboa ganhos pelo Atlético na sua primeira década de existência. A juntar a estes, haveria também as conquistas da Taça de Honra (antecessora da Taça de Portugal) em 1943/44, uma 2ª Divisão (1943/44) e uma Taça de Portugal (1953/54).
O rugby, secção constituída por antigos alunos do Instituto Superior de Agronomia, venceria dois campeonatos de Lisboa.
O futebol alcança na primeira década de existência do clube, as suas classificações mais relevantes, com duas presenças na final da Taça de Portugal, em 1946 e 1949, tendo perdido a final em ambas as ocasiões. Dois lugares no pódio do Campeonato Nacional da 1.ª Divisão e a conquista da 2.ª Divisão em 1944/45, ficam como os maiores feitos do Atlético na sua história.
Em 1945 o clube inaugura o seu renovado parque desportivo, largando a designação de Campo da Tapadinha, passando a designa-se Estádio da Tapadinha.
A 23 de Outubro de 1950, por efeito da obra cultural e desportiva do Atlético, face aos esforços desenvolvidos em prol do prestígio do Desporto Nacional, foi atribuído ao Clube o grau de Oficial da Ordem Militar de Nosso Senhor Jesus Cristo.

### Consolidação
Após o fulgor inicial, o Atlético entra num processo de consolidação. Na primeira equipa de futebol começam a afirmar-se os primeiros jogadores vindos das escolas do clube, como Orlando Paulos, Tomé Antunes, Vítor Lopes, Carlos Gomes e, sobretudo, Germano de Figueiredo. Passam também pelo clube jogadores que fizeram história no futebol português como Carlos Gomes, José Henrique, Imbelloni, Castiglia, Messiano, Ben David e muitos outros. No entanto o clube fixou-se a meio da tabela da 1.ª Divisão, descendo algumas vezes. Até que em 1976/77 caiu para a 2.ª Divisão para nunca mais voltar.

### O despertar das modalidades
Em 1972 o Atlético inaugura o seu pavilhão poli-desportivo, e a década de 70 e 80 acaba por ficar marcada pelas conquistas das modalidades. O basquetebol, particularmente, gerou algumas gerações de valorosos atletas, e alcançou vários títulos e classificações de destaque. Destacam-se os 3 campeonatos Nacionais de Juvenis e os 2 de Juniores, além de uma 2.ª Divisão com a equipa principal. O Atlético passou a ser presença habitual entre os "grandes" do basquetebol nacional, ganhando o respeito dos seus adversários.
Outras modalidades beneficiaram com a construção do Pavilhão Eng.º Santos e Castro, como o voleibol feminino (vencedor de 3 Taças de Portugal e primeira equipa do clube a participar nas competições europeias) e o Andebol (vencedor da 2.ª Divisão).
Em 1981 foi concedido ao Atlético Clube de Portugal o estatuto de Instituição de Utilidade Pública.

### Década de 90 com pouco brilho
O futebol, principal modalidade do clube, passou os últimos anos do Século XX em palcos secundários. Sem grandes notas de destaque. Como, aliás, todas as outras modalidades, com excepção honrosa para o futsal, que vence um Campeonato Distrital e inaugura o Campeonato Nacional (onde participou várias vezes em fases finais) e o basquetebol.
Em 1992, por altura das comemorações do cinquentenário da fundação do Atlético, a Câmara Municipal de Lisboa deliberou atribuir ao Clube a Medalha de Mérito Municipal, grau Ouro, enquanto que o Governo da República decidiu galardoá-lo com a Medalha de Bons Serviços desportivos.

### Um novo fulgor
O início do milénio trás novos títulos para as vitrinas do clube. O futebol sénior conquista por duas vezes a 3.ª Divisão, e em 2011 sobe à 2.ª Liga. Na formação os juniores conquistam a Divisão de Honra de Lisboa em 2006 e, pela primeira vez, o Campeonato Nacional da 2.ª Divisão em 2013. Os Juvenis regressam aos Nacionais pela primeira vez em 15 anos em 2014.
O Basquetebol vê a sua formação conquistar a Taça Nacional de Sub-20 em 2007. A equipa sénior conquistou o Campeonato Nacional da 1ª Divisão, terceiro escalão do Basquetebol nacional, numa final frente ao Vasco da Gama, em 2013/14, que devolveu o clube à Proliga. Ainda no Basquetebol, na época 2015/16 o Atlético, conquistando o 2ºlugar no campeonato da Proliga obteve o direito desportivo a estar presente na Liga (LPB), direito este que não foi exercido, relegando a equipa da Tapadinha de novo para o Campeonato Nacional da 1ª Divisão (3º escalão Nacional).
O Futsal viveu também momentos de glória, com a conquista da Divisão de Honra da Associação de Futebol de Lisboa, em 2012/13. Na temporada seguinte, nova promoção, com o clube a regressar à 2ª Divisão Nacional, oito anos depois.
O Hóquei em Campo, modalidade regressada ao clube em 2015, viria a vencer o Campeonato Nacional de Hóquei Indoor, na temporada 2015/16.
O Triatlo vence 3 campeonatos nacionais , com Sérgio Marques a conquistar ainda uma medalha de bronze e uma de prata em Campeonatos da Europa. 
O clube volta a desenvolver atividades aquáticas, com a concessão das Piscinas Municipais do Alvito que ficam sob gestão do clube a partir de 2009.

### As dificuldades financeiras

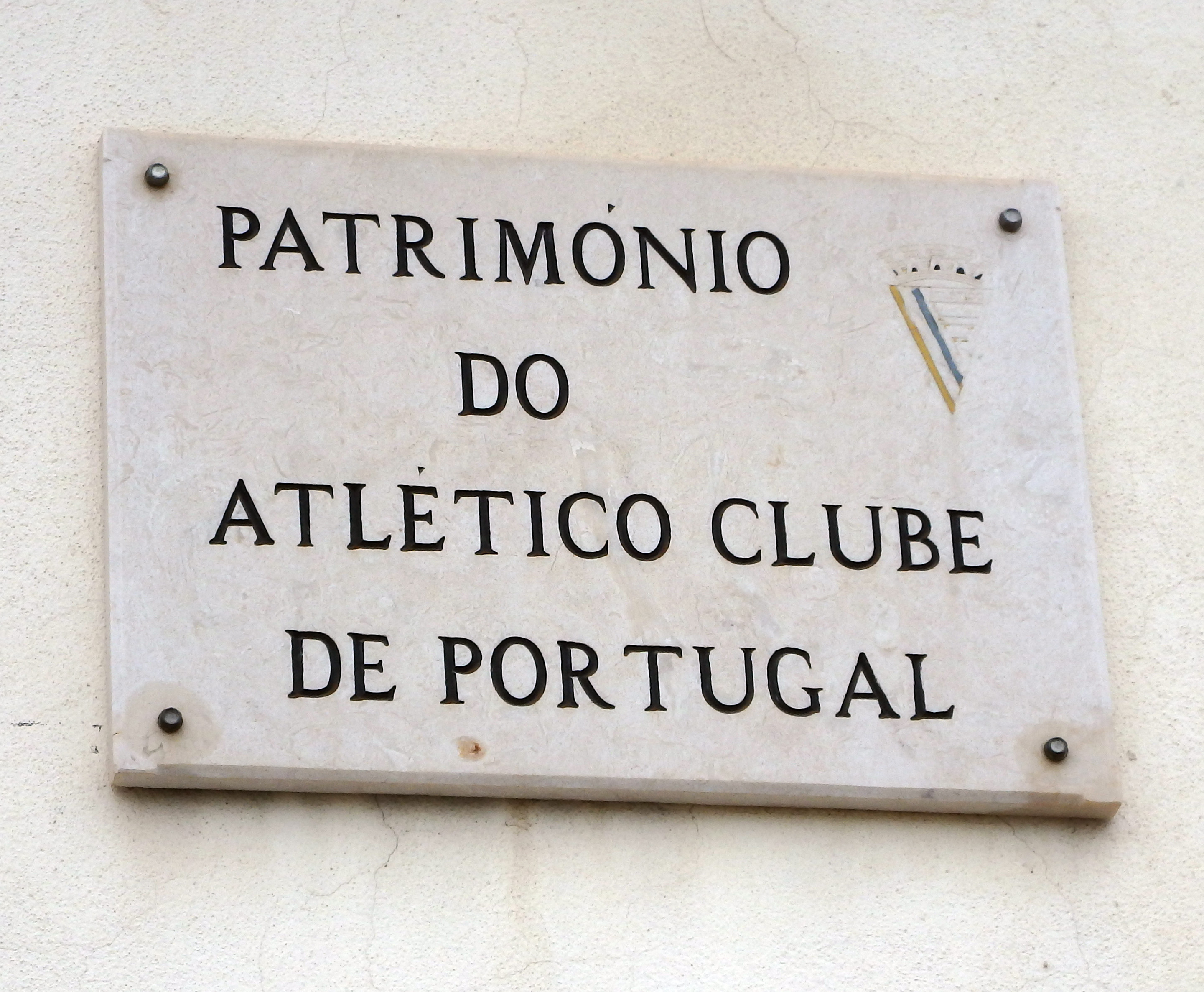
Placa identificativa de património do clube.

A partir da subida à 2.ª Liga o Atlético passou a ter um encargo financeiro a que não estava habituado. O aumento do passivo, junto com os regulamentos da Liga Portuguesa de Futebol Profissional, levaram o clube a aprovar em Assembleia Geral a constituição de uma Sociedade Desportiva.
Com a constituição da Sociedade Anónima Desportiva, no começo da temporada 2013/14, surgem novos problemas, com a direcção da SAD a incompatibilizar-se com o clube. No campo, a equipa profissional acumula más classificações, ficando em posição de descida por 3 anos seguidos, salvando-se por decisão administrativa em 2013/14 e 2014/15.
O Presidente do Conselho de Administração da Sociedade Anónima Desportiva constituída em 2013 é o cidadão chinês Xialong Ji, nomeado pela empresa que detém os direitos da SAD, a Anping Football Limited, propriedade de Eric Mao.
Surgem vários rumores que implicam a SAD na manipulação de resultados, inclusive num relatório da UEFA, situação que contribui para o extremar de relações entre clube e SAD.
Com a vitória de Armando Hipólito nas eleições de 2016, o clube corta, definitivamente, relações com a SAD, proibindo a equipa profissional de frequentar as instalações do clube.
A gestão de Armando Hipólito fica marcada pela profunda crise económica. O clube perde a gestão da Piscinas do Alvito, e em Abril a Direção demite-se, convocando eleições antecipadas.
No mês seguinte, Ricardo Delgado vence as eleições, encabeçando uma lista única, e é o atual presidente do Atlético Clube de Portugal.
No final de Setembro de 2017 a equipa gerida pela SAD seria desclassificada dos distritais após faltar a dois jogos seguidos.

## Modalidades em atividade

### Futebol
O futebol, desde a sua fundação, sempre foi a modalidade mais importante no Clube.
Depois da rotura com a Sociedade Anónima Desportiva no final da época de 2015/16 pela Direção de Armando Hipólito, o Clube inscreve uma equipa na Associação de Futebol de Lisboa e é inserida na 1ª Divisão da respectiva Associação, assumindo o lugar da antiga equipa B da SAD, que havia sido campeã da 2ª Divisão na temporada anterior.
A época acaba por ser de frustração, com o Atlético a falhar a promoção à Divisão de Honra por quatro pontos, vendo subir os vizinhos do Santo António de Lisboa, num campeonato ganho pela equipa do Mem Martins.
Em 2017/18 o Clube anuncia que irá competir no Futebol Feminino, criando uma equipa que compete na Divisão de Promoção e na Taça de Portugal.
Na formação o Clube mantém equipas que vão desde os Sub-10 (Juniores E) até aos Sub-19 (Juniores A).

### Basquetebol
Uma das modalidades mais acarinhadas pelos associados, a equipa sénior mantém-se no Campeonato Nacional da 1ª Divisão Masculina, o terceiro escalão da modalidade, após a despromoção da Proliga, devido ao facto de ter recusado jogar na LPB em 2016/17
O Clube conta também com atividades em vários escalões, masculinos e femininos, assim como no mini-basket.

## Infraestruturas

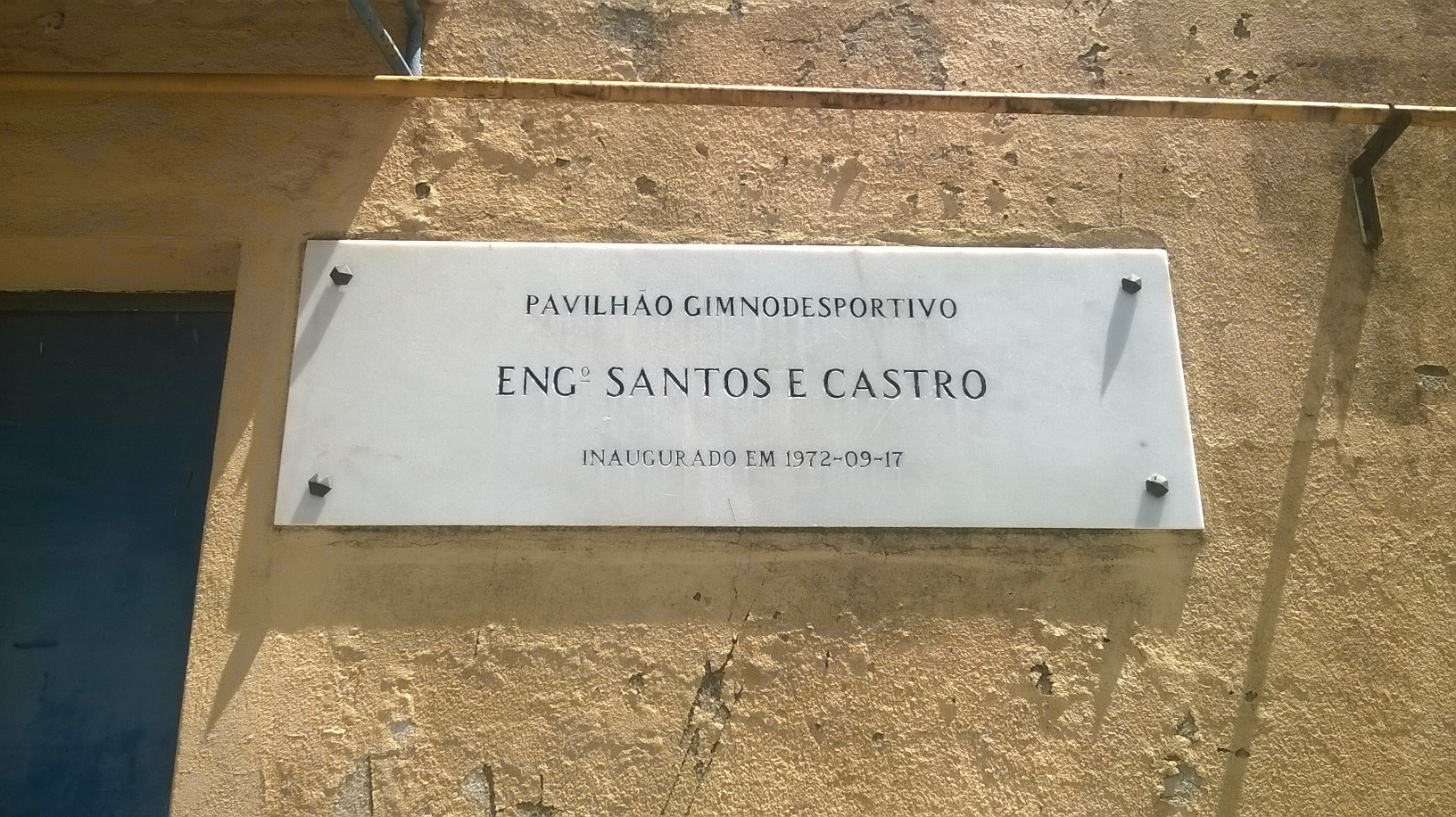
Placa no exterior do Pavilhão referente à sua inauguração.

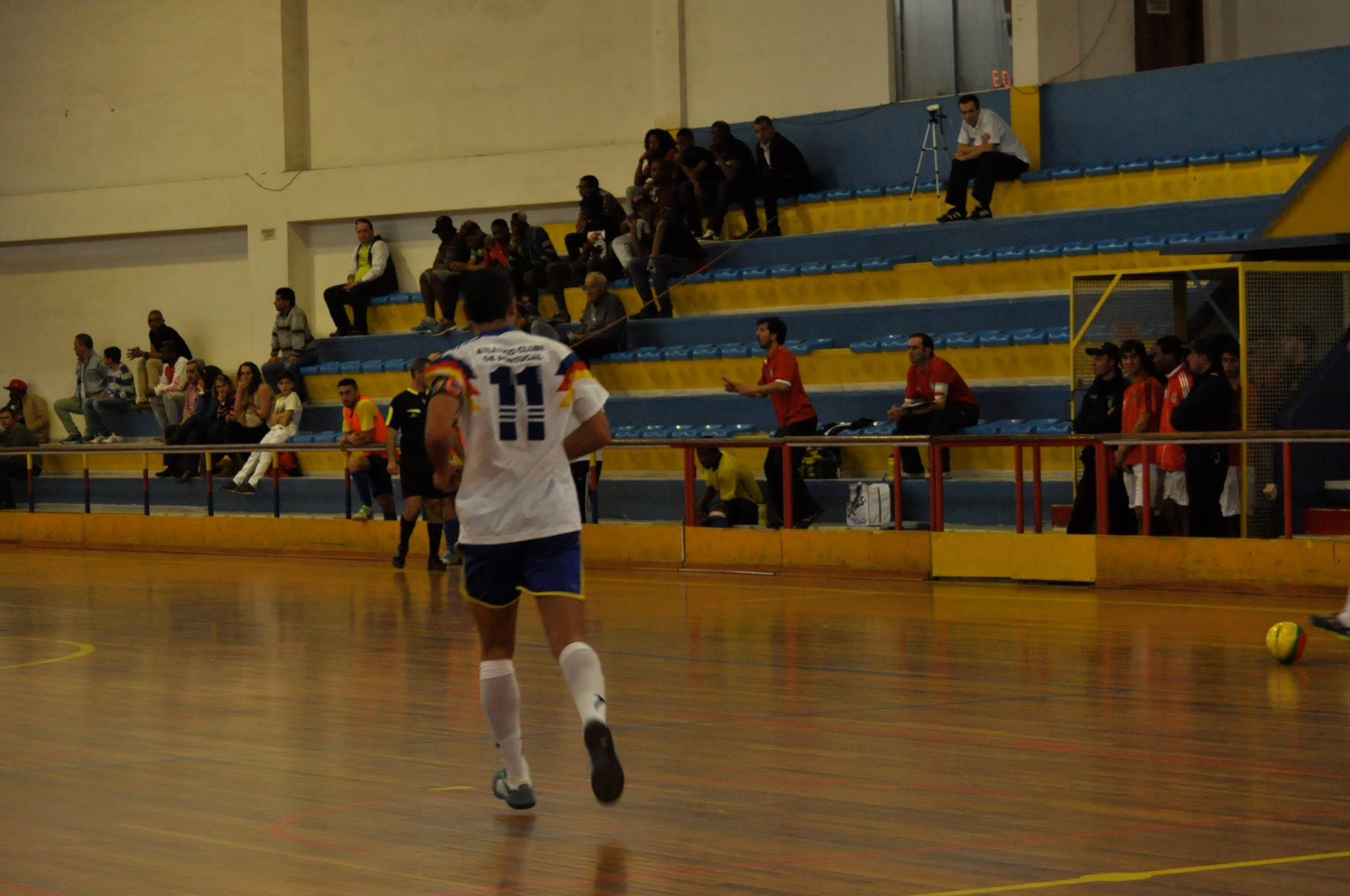
Interior do Pavilhão.

Desde o estabelecimento do clube em 1942, o clube jogou no Campo da Tapadinha (casa do Carcavelinhos, um dos clubes fundadores), que a 23 de Setembro de 1945 passou a designar-se de Estádio da Tapadinha, após obras de melhoramento e ampliação. O estádio tem uma capacidade para 10 000 espectadores embora esteja atualmente limitado por razões de segurança a 4 000 lugares sentados.

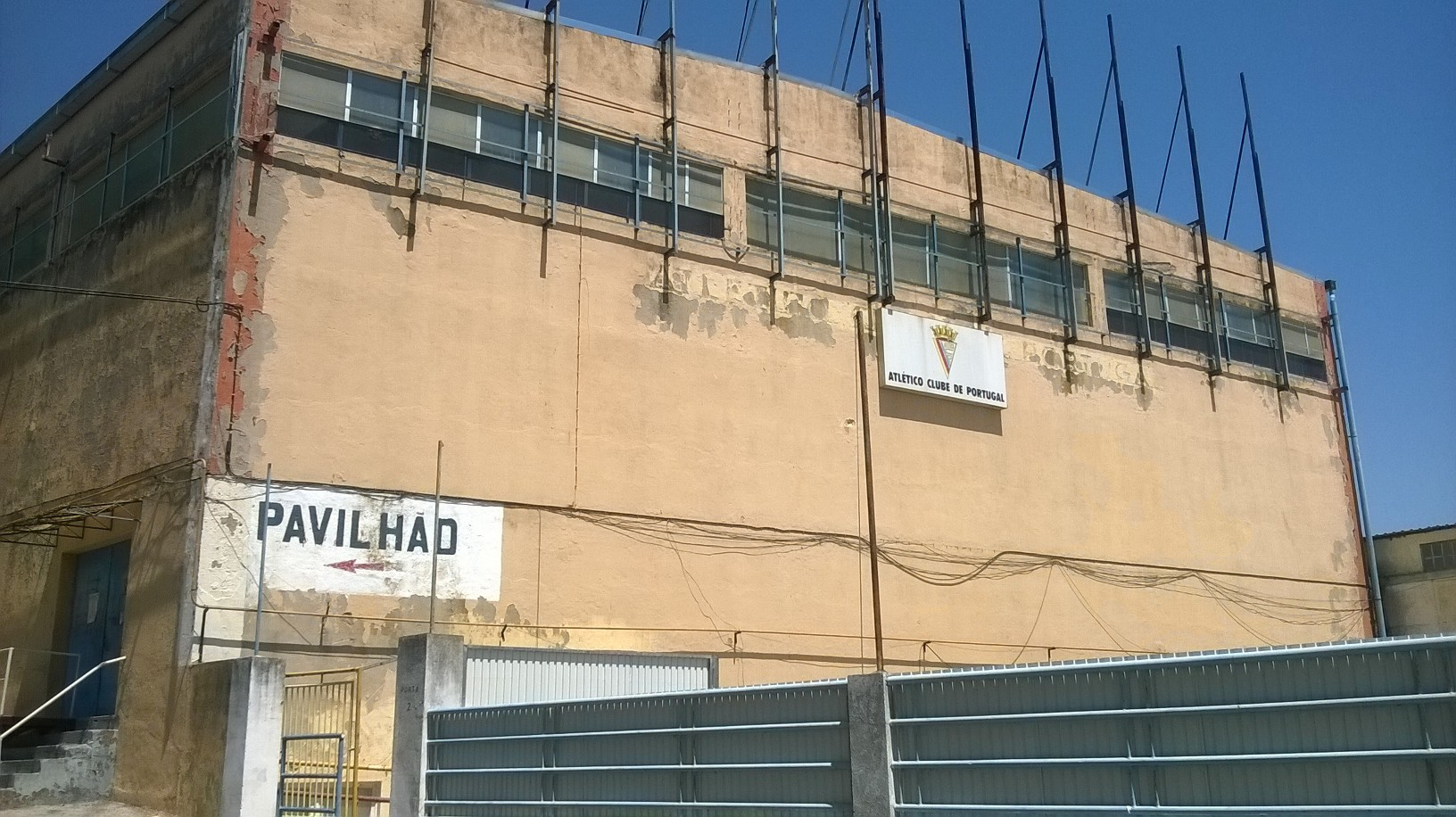
Fachada do Pavilhão.

As modalidades de pavilhão disputam os seus jogos no Pavilhão Eng.º Santos e Castro, construído em 1972. A arena possui 500 lugares e é usado pelos departamentos de futsal e basquetebol do clube. É conhecido por Pavilhão da Tapadinha, por se situar adjacente ao Estádio da Tapadinha.
Antes da construção do Pavilhão Eng.º Santos e Castro, as modalidades do clube utilizavam dois rinques pelados situados no local onde foi construído o Pavilhão. Mais tarde usaram também o Pavilhão da Ajuda, até à construção do Pavilhão da Tapadinha.
No complexo desportivo existe ainda um campo sintético. O Atlético também foi proprietário do Campo de Santo Amaro, herdado do União Lisboa, que acabou por ser expropriado no final dos anos 1950 pela CML.
O clube explorou ainda um Bingo, situado na Avenida 24 de Julho.

## Presidentes da Direção
- Joaquim de Paiva e Silva (1942 a 1945)
- Capitão Alcino Pires (1945 a 1950)
- Jaime Franco (1951 a 1952)
- José Manuel Lopes da Costa (1952 a 1955)
- Francisco Manuel Bagueixe (1955 a 1957)
- Professor Manuel Maria Calvet de Magalhães (1957 a 1960)
- Dr. José Bogarim Correia Guedes (1957 a 1959)
- Rui Manuel Peixinho Nina (1961 a 1965)
- Joaquim de Paiva e Silva (1965 a 1966)
- Carlos A. Correia Casanova (1966 a 1968)
- Rui Duarte Severino (1969 a 1979)
- Rui Manuel Eira Jacinto (1980 a 1985)
- Diamantino Correia (1985 a 1989)
- Orlando de Jesus Madaleno (1989 a 1990)
- Ângelo Horácio Mesquita (1990 a 2008)
- José de Almeida Antunes (2008 a 2016)
- Armando Paulo Martins do Ó Hipólito (2016 a 2017)
- Ricardo Delgado (desde Maio de 2017)

## Palmarés
Futebol
- Campeonato Nacional da 2ª Divisão (1944/45, 1958/59 e 1967/68)
- Campeonato Nacional da 3ª Divisão (2003/04 e 2005/06)
- Campeonato de Portugal (2022/23)
- 1ª Divisão AF Lisboa (2021/22)
- Divisão de Honra AF Lisboa (2018/19)
- Taça de Honra AF Lisboa – 2ª Divisão (1987/88)
- Taça de Honra AF Lisboa – 3ª Divisão (1980/81)
- Campeonato Nacional da 2ª Divisão de Juniores (2012/13)
- Campeonato de Lisboa de Juniores (1951/52 e 1953/54)
- Divisão de Honra AF Lisboa de Juniores (2005/06)

Futebol Feminino
- Taça de Honra AF Lisboa (1981/82)

Basquetebol
- Taça de Portugal (1953/54)
- Taça de Honra (1943/44)
- Taça Nacional de Sub-20 (2006/07)
- Campeonato Nacional da 2ª Divisão (1943/44 e 1976/77)
- Campeonato Nacional da 1ª Divisão de Seniores (2013/14)
- Campeonato de Lisboa (1942/43, 1943/44, 1946/47, 1950/51 e 1951/52)
- Campeonato Nacional de Juniores (1975/76 e 1989/90)
- Campeonato Nacional de Juvenis (1973/74, 1974/75 e 1987/88)
- Campeonato de Lisboa – 2ª Categoria (1959/60)

Voleibol
- Taça de Portugal – Femininos (1981/82, 1982/83 e 1983/84)
- Campeonato de Lisboa – 1ª Divisão (1952/53)
- Campeonato de Lisboa – 2ª Divisão (1958/59)
- Campeonato de Lisboa de Reservas – 2ª Divisão (1955/56 e 1956/57)

Rugby
- Campeonato de Lisboa (1943/44 e 1945/46)

Andebol
- Campeonato Nacional da 2ª Divisão (1971/72)

Hóquei em Campo
- Campeonato Nacional de Hóquei Indoor (2015/16)
- Campeonato de Lisboa (1959/60)
- Campeonato de Lisboa de Reservas (1951/52 e 1954/55)
- Campeonato de Lisboa de Juniores (1953/54)

Futsal
- Taça de Honra da 1ª Divisão AF Lisboa (1990/91 e 1991/92)
- Taça de Honra da Comunicação Social AF Lisboa (1990/91)
- Divisão de Honra AF Lisboa (2012/13)
- 1ª Divisão AF Lisboa (2021/22)
- Taça AF Lisboa (2021/22)
- II Divisão Nacional Feminina (2022/23)
- 1ª Divisão Feminina AF Lisboa (2021/22)
- Taça Nacional Feminina (2021/22)

Triatlo
- Campeão Nacional Absoluto de Triatlo de Longa Distância Masculino (2016)
- Campeão Nacional Absoluto de Triatlo de Longa Distância Feminino (2015 e 2016)